# Mitropapokal 1929
Der Mitropapokal 1929 war die 3. Auflage des internationalen Cupwettbewerbs. Es nahmen die besten Mannschaften Österreichs, Ungarn und der Tschechoslowakei teil sowie erstmals Mannschaften aus Italien, die vorläufig die jugoslawischen Teams ersetzten. Es handelte sich zumeist um die Meister und Cupsieger der jeweiligen Länder. Die Teilnehmer spielten im reinen Pokalmodus mit Hin- und Rückspielen im wichtigsten kontinentalen Fußballwettbewerb in der Zeit vor dem Zweiten Weltkrieg. Bei Gleichstand nach zwei Spielen wurde ein Entscheidungsspiel durchgeführt. Alle acht Vereine starteten in der Vorrunde beziehungsweise im Viertelfinale. Der Titelverteidiger Ferencváros Budapest konnte sich, wie bereits im Jahr zuvor Sparta Prag, auf nationaler Ebene überraschend nicht für den Cup qualifizieren.
Das Finale fand innerhalb von zwei Wochen am 3. und 17. November 1929 in Budapest und Prag statt. Es qualifizierten sich der Budapester Verein Újpest Budapest sowie Slavia Prag. Újpest konnte sich erst durch einen Sieg im Entscheidungsspiel im Halbfinale gegen den Finalisten der letzten beiden Jahre, Rapid Wien, durchsetzen. Zu Hause konnten die Ungarn im Finalhinspiel mit 5:1 gewinnen und standen nach einem 2:2-Unentschieden in Prag als zweiter ungarischer Mitropacupsieger nach Ferencvárosi ein Jahr zuvor fest. Torschützenkönig wurde Stefan Auer von der Siegermannschaft aus Budapest mit zehn Treffern.

## Viertelfinale
Die Hinspiele fanden am 22.(Újpest vs. Sparta) und 23. Juni, die Rückspiele am 3., 6. und 2 mal am 7. Juli 1929 statt.
|                          | Gesamt |                 | Hinspiel | Rückspiel |
| ------------------------ | ------ | --------------- | -------- | --------- |
| Újpest FC                | 6:3    | Sparta Prag     | 6:1      | 0:2       |
| Juventus Turin           | 1:3    | Slavia Prag     | 1:0      | 0:3       |
| SK Rapid Wien            | 5:1    | Genova 1893     | 5:1      | 0:0       |
| Hungária FC MTK Budapest | 1:5    | First Vienna FC | 1:4      | 0:1       |

## Halbfinale
Die Hinspiele fanden am 18. und 21., die Rückspiele am 28. und 25. August 1929 statt.
|                 | Gesamt |               | Hinspiel | Rückspiel |
| --------------- | ------ | ------------- | -------- | --------- |
| First Vienna FC | 5:6    | Slavia Prag   | 3:2      | 2:4       |
| Újpest FC       | 4:4    | SK Rapid Wien | 2:1      | 2:3       |

### Entscheidungsspiel
Das Spiel fand am 26. August 1929 statt.
|           | Ergebnis  |               |
| --------- | --------- | ------------- |
| Újpest FC | 3:1 n. V. | SK Rapid Wien |

## Finale

### Hinspiel
| Újpest FC                                              | Újpest FC | Slavia Prag | Slavia Prag |
| ------------------------------------------------------ | --- | --- | ----------- |
| Újpest FC                                              | \| 3. November 1929 in Budapest (Hungária körúti stadion) \| \| Ergebnis: 5:1 (1:1) \| \| Zuschauer: 18.000 \| \| Schiedsrichter: Eugen Braun ( Österreich) \|                                   | \| 3. November 1929 in Budapest (Hungária körúti stadion) \| \| Ergebnis: 5:1 (1:1) \| \| Zuschauer: 18.000 \| \| Schiedsrichter: Eugen Braun ( Österreich) \|                                                                    | Slavia Prag |
| Újpest FC                                              | János Aknai – Károly Kővágó, József Fogl – Ferenc Borsányi, János Köves, József Víg-Wilhelm – Albert Ströck, Stefan Auer, István Mészáros, Illés Spitz, Gábor P. Szabó Cheftrainer: Lajos Bányai | František Plánička – Ladislav Ženíšek, Antonín Novák – Antonín Vodička, Josef Pleticha , Karel Čipera – František Junek, Bohumil Joska, František Svoboda, Antonín Puč, Josef Kratochvíl Cheftrainer: Johnny Madden ( Schottland) | Slavia Prag |
| Újpest FC                                              | 1:0 Illés Spitz (42.) 2:1 Stefan Auer (60.) 3:1 Albert Ströck (67.) 4:1 Illés Spitz (69.) 5:1 Gábor P. Szabó (80.)                                                                               | 1:1 Antonín Puč (44.) | Slavia Prag |
| 3. November 1929 in Budapest (Hungária körúti stadion) | | |             |
| Ergebnis: 5:1 (1:1)                                    | | |             |
| Zuschauer: 18.000                                      | | |             |
| Schiedsrichter: Eugen Braun ( Österreich)              | | |             |

### Rückspiel
| Slavia Prag                                      | Slavia Prag | Újpest FC | Újpest FC |
| ------------------------------------------------ | --- | --- | --------- |
| Slavia Prag                                      | \| 17. November 1929 in Prag (Slavia-Stadion Letna) \| \| Ergebnis: 2:2 (1:0) \| \| Zuschauer: 22.000 \| \| Schiedsrichter: Eugen Braun ( Österreich) \|                                                                          | \| 17. November 1929 in Prag (Slavia-Stadion Letna) \| \| Ergebnis: 2:2 (1:0) \| \| Zuschauer: 22.000 \| \| Schiedsrichter: Eugen Braun ( Österreich) \|                                         | Újpest FC |
| Slavia Prag                                      | František Plánička – Ladislav Ženíšek, Antonín Novák – Antonín Vodička, Josef Pleticha , Karel Čipera – František Junek, Bohumil Joska, František Svoboda, Antonín Puč, Josef Kratochvíl Cheftrainer: Johnny Madden ( Schottland) | János Aknai – Károly Kővágó, József Fogl – Ferenc Borsányi, János Köves, József Víg-Wilhelm – Albert Ströck, Stefan Auer, István Mészáros, Illés Spitz, Gábor P. Szabó Cheftrainer: Lajos Bányai | Újpest FC |
| Slavia Prag                                      | 1:0 František Junek (28.) 2:0 Josef Kratochvíl (57., Elfm) | 2:1 Gábor P. Szabó (84.) 2:2 Stefan Auer (86.) | Újpest FC |
| 17. November 1929 in Prag (Slavia-Stadion Letna) | | |           |
| Ergebnis: 2:2 (1:0)                              | | |           |
| Zuschauer: 22.000                                | | |           |
| Schiedsrichter: Eugen Braun ( Österreich)        | | |           |

## Beste Torschützen
| Rang | Spieler             | Klub                 | Tore |
| ---- | ------------------- | -------------------- | ---- |
| 1    | Stefan Auer         | Újpest FC            | 10   |
| 2    | Antonín Puč         | Slavia Prag          | 5    |
| 3    | Karl Gerhold        | First Vienna FC      | 4    |
|      | Franz Weselik       | SK Rapid Wien        | 4    |
|      | František Junek     | Slavia Prag          | 4    |
|      | Gábor P. Szabó      | Újpest FC            | 4    |
| 7    | Leopold Giebisch    | First Vienna FC 1894 | 3    |
|      | Friedrich Gschweidl | First Vienna FC 1894 | 3    |